# Кананизадеган, Хоссейн
Мохаммедхоссейн Кананизадеган (перс. محمدحسين کنعانى زادگان‎; род. 23 марта 1994, Бендер-Махшехр, Хузестан) — иранский футболист, защитник катарского клуба «Аль-Ахли» и национальной сборной Ирана.

## Клубная карьера
В январе 2012 года, пройдя этап выступления за молодёжный состав, присоединился к основному составу клуба «Персеполис». С клубом подписал 2,5-летний контракт до завершения сезона 2013/14 годов. Дебютировал в футболке «Персеполиса», выйдя на поле в стартовом составе матча последнего тура сезона 2011/12 годов против клуба «Фулад». Параллельно выступал за молодёжную команду «Персеполиса» в Тегеранской футбольной лиге.
В августе 2013 года был арендован португальским клубом «Бейра-Мар». Однако не смог получить разрешение на работу в стране, поэтому не сыграл за команду ни одного официального поединка и вынужден был вернуться в Иран.
Летом 2014 года, для прохождения военной службы, отправился в 2-летнюю аренду в клуб связанный с министерством обороны «Малаван». Отличился дебютным голом за новую команду в поединке против клуба «Эстегляль».
В мае 2016 года, после завершения 2-летней военной службы, по условиям аренды, Хоссейн должен был вернуться в клуб «Персеполис». Однако игрок отказался возвращаться в команду и перешёл в клуб «Эстеглал». Вскоре после перехода получил травму, из-за которой успел сыграть за «Эстеглаль» всего в двух матчах. По завершении сезона получил статус свободного агента.
В сезоне 2017/18 годов играл за клуб «Сайпа».
В преддверии старта сезона 2018/19 годов присоединился к клубу «Машин Сази». По итогам сезона в иранском чемпионате провёл 27 матчей, в которых отличился 1 голом.
7 июля 2019 подписал 2-летний контракт с действующим чемпионом Ирана клубом «Персеполис». 16 сентября 2019 года отличился дебютным голом за «Персеполис» в победном (1:0) поединке против клуба «Санат Нефт».
В 2021 году перешел в катарский клуб «Аль-Ахли».

## Клубная статистика
| Клуб             | Дивизион         | Сезон            | Лига  | Лига | Кубок Хазфи | Кубок Хазфи | Азия  | Азия | Всего | Всего |
| Клуб             | Дивизион         | Сезон            | Матчи | Голы | Матчи       | Голы        | Матчи | Голы | Матчи | Голы  |
| ---------------- | ---------------- | ---------------- | ----- | ---- | ----------- | ----------- | ----- | ---- | ----- | ----- |
| «Персеполис»     | Про-лига         | 2011-12          | 1     | 0    | 0           | 0           | 0     | 0    | 1     | 0     |
| «Персеполис»     | Про-лига         | 2012-13          | 0     | 0    | 0           | 0           | -     | -    | 0     | 0     |
| «Персеполис»     | Про-лига         | 2013-14          | 0     | 0    | 0           | 0           | -     | -    | 0     | 0     |
| «Малаван»        | Про-лига         | 2014-15          | 19    | 1    | 0           | 0           | -     | -    | 19    | 1     |
| «Эстеглал»       | Про-лига         | 2016-17          | 2     | 0    | 0           | 0           | 0     | 0    | 2     | 0     |
| «Сайпа»          | Про-лига         | 2017-18          | 7     | 3    | 0           | 0           | -     | -    | 7     | 3     |
| «Машин Сази»     | Про-лига         | 2018-19          | 27    | 1    | 2           | 0           | -     | -    | 29    | 1     |
| «Персеполис»     | Про-лига         | 2019-20          | 18    | 1    | 2           | 0           | 0     | 0    | 20    | 1     |
| Всего за карьеру | Всего за карьеру | Всего за карьеру | 74    | 6    | 4           | 0           | 0     | 0    | 78    | 6     |

## Карьера в сборной

### Иран U-17
Сыграл 2 поединка на юношеском (U-16) чемпионате Азии 2010 года.

### Молодежная сборная
Сыграл в 4 матчах квалификации юношеского (U-19) чемпионата Азии 2012 года, в которых помог сборной не пропустить ни одного мяча. Сыграл в стартовом составе в первом поединке на Чемпионате. В футболке иранской «молодёжки» участвовал в квалификации юношеского (U-19) чемпионата Азии 2012 года, юношеского чемпионата АФФ (U-19) 2012 года и юношеского (U-19) кубка Азии 2012 года.

### Олимпийская сборная
Вызывался тренером Нелу Вингадой для подготовки к Азиатским играм 2014 года в Инчхоне и Молодёжном (U-22) чемпионата Азии (квалификационный турнир для участия в Летней Олимпиаде). Получил вызов в окончательный список игроков сборной для участия в финальной части Азиатских игр 2014 года в Инчхоне.

### Главная сборная
В футболке национальной сборной Ирана дебютировал 11 июня 2015 года в товарищеском поединке против сборной Узбекистана. Также сыграл 16 июня 2015 в поединке против сборной Туркменистана. В 2019 году был в составе сборной на Кубок Азии. В ноябре 2022 года был включён в окончательный список футболистов которые попали в заявку сборной Ирана для участия в матчах чемпионата мира 2022 года в Катаре. Вышел на поле в первом матче сборной на турнире против сборной Англии (2:6).

## Достижение
«Персеполис»
- Про-лига Персидского залива
  - Чемпион (2): 2019/20, 2020/21
- Суперкубок Ирана
  - Обладатель (2): 2019, 2020